# Rip Kirby
Rip Kirby (John Remington Kirby) è un personaggio immaginario dei fumetti creato dal disegnatore statunitense Alex Raymond e protagonista di una omonima serie di fumetti a strisce pubblicata negli Stati Uniti per oltre cinquant'anni, dal 4 marzo 1946 al 26 giugno 1999. Famoso per essere stato anche il primo personaggio dei fumetti con gli occhiali protagonista di una propria serie, fece vincere al suo autore il premio Reuben Award nel 1949.

## Storia editoriale
Remington "Rip" Kirby viene creato da Alex Raymond al suo ritorno dalla seconda guerra mondiale per una striscia quotidiana distribuita dal King Features Syndicate che esordisce sui quotidiani il 4 marzo 1946 venendo pubblicato fino al 26 giugno 1999. Viene aiutato da alcuni collaboratori ai testi, prima Ward Greene e poi Fred Dickenson fino al 1956, quando, alla morte di Raymond, viene incaricato John Prentice di continuarne l'opera aiutato per i disegni da Al Williamson, Al McWilliams, Gray Morrow, Neal Adams, Frank Bolle, George Evans e Bob Fujitani e per i testi da Dickenson, fino al 1986, e poi da Bruce Smith e Maxwell MacRae, che ne divenne poi il titolare fino al 1998 quando gli subentra Leonard Starr per i testi e Frank Bolle per i disegni fino alla conclusione della striscia il 26 giugno 1999. Alex Raymond si distacca dallo stile barocco della sua produzione precedente per uno stile più sobrio e realista, anche nei testi, nell'esecuzione dell'opera faceva uso di modelli e modelle nonché di fotografie.
In Italia il personaggio esordisce nel dopoguerra, già nel 1946, su varie testate a volte ribattezzandolo come Mister Fox o come l'Ispettore Mr Fox per editori come la casa editrice Nerbini, l'Audace durante gli anni quaranta e cinquanta. Negli anni sessanta viene riproposto dalle Edizioni Serpente Volante e dai Spada che pubblicano quasi completamente la produzione statunitense. Successivamente è riproposto negli anni settanta da altri editori come Milano Libri, Arnoldo Mondadori e, negli anni ottanta, dalla Comic Art.

## Biografia del personaggio
Rip Kirby è un ex marine diventato detective privato, raffinato e colto, laureato in legge ed esperto in chimica, sempre molto elegante e con gli occhiali, ama fumare la pipa ed è amante della bella vita e delle auto sportive. Ha un collaboratore, il suo maggiordomo Desmond, un ex galeotto/scassinatore cui Rip ha dato l'occasione di rifarsi una vita onesta e che comunque conserva le sue antiche abilità e alcuni contatti con la malavita che in più occasioni si rivelano utili; è fidanzato con Honey Dorian, una ereditiera che per aiutarlo in un caso ha iniziato una carriera di modella e indossatrice che poi ha continuato con successo. Suo ricorrente avversario è il malvagio Maciullatore, evaso da Alcatraz e sempre impegnato a ordire piani criminosi inizialmente affiancato dalla affascinante dark lady Pagan Lee, che Rip aiuterà a redimersi e a diventare una apprezzata cantante e attrice col nome di Madelon, non mancando però di suscitare la gelosia di Honey. I delinquenti non provengono quasi mai dai bassifondi della metropoli ma spesso proprio dall'alta società. Frequente anche il caso di persone che, magari dopo molti anni, si ritrovano ad affrontare le conseguenze degli errori di un passato burrascoso.